# Sooreh Hera
Sooreh Hera (pseudonym), född 1973 i Teheran, Iran, är en iransk-nederländsk fotokonstnärinna bosatt och verksam i Nederländerna.

## Biografi
Sooreh Hera föddes i Teheran, Iran. Hon studerade formgivning vid Akademin för konst och arkitektur i Teheran och kom sedan till Nederländarna där hon vidareutbildade sig vid Konstakademien i Haag.

## Konst
Sooreh Hera är mest känd för verket Allah ho gaybar (2007) som består av en fotoserie där iranska homosexuella män, iförda masker som ska föreställa Muhammed och hans svärson Ali, avbildas i erotiska positioner. Syftet med fotoserien var att belysa den av konstnären uppfattade muslimska dubbelmoral som tillåter gifta muslimska män att ha homosexuella relationer med andra män. Fotoserien kritiserades kraftigt av muslimer som uppfattade den som hädisk och vanvördig. När fotoserien visades på Stadsmuseet i Haag blev Sooreh Hera mordhotad och museet tog – mot konstnärens vilja – bort fotoserien från sin utställning.
När fotoserien visades under den svenske konstnären Lars Vilks föreläsning vid Uppsala universitet i Sverige den 11 maj 2010 reagerade flera åhörare kraftigt på bilderna och upplopp utbröt.